# Victreebel
Victreebel (japanski: ウツボット Utsubotto) jedan je od 1025 fiktivnih vrsta Pokémona iz medijske franšize Pokémon, skupa Pokémon videoigara, animiranih serija, manga stripova, knjiga, igraćih karata i drugih medija kojima je tvorac Satoshi Tajiri. Svrha je Victreebela u videoigrama, animiranoj seriji i manga stripovima, kao i svrha ostalih Pokémona, borba s divljim Pokémonima – neukroćenim stvorenjima koje igrači i likovi pronalaze dok kreću na razne avanture – i pripitomljenim Pokémonima drugih Pokémon trenera.

## Etimologijaimena
Vitreebelovo ime dolazi od engleskih riječi "victory" = pobjeda, i "bell" = zvono. U imenu mu je i riječ "tree" = stablo, što se očito odnosi na to da je Victreebel Travnati Pokémon. Moguće je da njegovo cijelo ime glasi "big tree bell" = veliko zvonasto stablo, no s namjernim pogreškama u izgovoru. Smatra se da bi se Victreebel trebao zvati Victreebell, s dva "l", kako bi imao povezanost u imenu sa svojim prijašnjim oblicima, Bellsproutom i Weepinbellom. No, Pokémon imena ograničena su na maksimalno 10 slova (zbog kodova u svim Pokémon igrama), pa je jedno "l" izbačeno.
Njegovo japansko ime, Utsubot, vjerojatno je inspirirano riječju "utsubokazura", japanskim izrazom za vrčastu biljku mesožderku.

## Pokédex podaci
- Pokémon Red/Blue: Rečeno je kako živi u kolonijama duboko unutar džungle, iako se otamo nitko nije vratio.
- Pokémon Yellow: Mami plijen slatkom aromom meda. Plijen, kojeg guta čitavog, biva cjelokupno otopljen u samo jednom danu, uključujući i kosti.
- Pokémon Gold: Kiselina koja je razgradila mnogo plijena postaje slađa, čineći ju učinkovitijom u privlačenju plijena.
- Pokémon Silver: Ova zastrašujuća Pokémonska biljka privlači plijen aromatičnim medom, a zatim ga otapa u svojim ustima.
- Pokémon Crystal: Kada se jednom nađu u tijelu ovog Pokémona, čak će se i najtvrđi predmeti u potpunosti otopiti.
- Pokémon Ruby/Sapphire: Victreebel ima dugačku viticu koja se pruža iz njegove glave. Vitica biva zamahivana uokolo imitirajući životinju što privlači plijen. Kada se neoprezni plijen približi, Victreebel ga guta čitavog.
- Pokémon Emerald: Dugačka vitica koja se pruža iz njegove glave biva zamahivana uokolo nalik živom biću, što privlači plijen. Kada se neoprezna žrtva približi, biva živa progutana.
- Pokémon FireRed: Mami plijen u svoja usta aromom nalik medu. Bespomoćni plijen otopljen je razgrađujućom tekućinom.
- Pokémon LeafGreen: Rečeno je kako živi u kolonijama duboko unutar džungle, iako se otamo nitko nije vratio.
- Pokémon Diamond/Pearl: U ustima prikuplja tekućinu nalik mirisu meda, što je zapravo kiselina koja razgrađuje bilo što.

## U videoigrama
Victreebela se može dobiti samo na jedan način, a taj je upotrijebiti Lisnati kamen na Weepinbellu. Ne može ga se dobiti u Pokémon Red videoigri, tek razmjenom.
Victreebela se po statistikama ističe u Attack i Special Attack statistikama. Njegova Pokémon sposobnost Klorofila (Chlorophyll) povisuje njegovu Speed statistiku kada je u igri tehnika Sunčanog dana (Sunny Day).

## Tehnike
| Prirodne tehnike                 | Prirodne tehnike | Prirodne tehnike |
| -------------------------------- | ---------------- | ---------------- |
| Tehnika                          | Vrsta tehnike    | Razina           |
| Nakupljanje (Stockpile)          | Normalni         |                  |
| Gutanje (Swallow)                | Normalni         |                  |
| Pljuvanje (Spit Up)              | Normalni         |                  |
| Šibanje viticom (Vine Whip)      | Travnati         |                  |
| Uspavljujući prah (Sleep Powder) | Travnati         |                  |
| Slatki miris (Sweet Scent)       | Normalni         |                  |
| Oštrica lista (Razor Leaf)       | Travnati         |                  |
| Lisnata oluja (Leaf Storm)       | Travnati         | 47               |
| Lisnata britva (Leaf Blade)      | Travnati         | 47               |

## Statistike
| HP:      | 80  |  |
| Attack:  | 105 |  |
| Defense: | 65  |  |
| Special: | 85  |  |
| SpAtk:   | 100 |  |
| SpDef:   | 60  |  |
| Speed:   | 70  |  |

Statistika Special korištena je samo tijekom prve generacije; kasnije je podijeljenja na Special Attack i Special Defense statistike.

## U animiranoj seriji
James, član Tima Raketa, posjeduje Victreebela. Evoluirao je iz Weepinbella dok je bio u Centru za uzgajanje Pokémona (koji su vodili Butch i Cassidy). Victreebel nije nimalo pouzdan i odan Pokémon, jer svaki put pokušava progutati Jamesa kada ga ovaj pošalje van u borbu iz Poké-lopte. Ova se tradicija nastavila s Jamesovom Cacneom u Advanced Generation epizodama animirane serije. Poznat je i po tome što je ispuštao veoma glasan vrisak kada bi izašao iz svoje Poké-lopte.
James je razmijenio svog Victreebela za Weepinbella od prodavača Magikarpa koji je tvrdio da će privlačiti druge Pokémone svojim mirisom. Ali ubrzo nakon razmjene, razvio se u Victreebela i odmah je pokušao progutati Jessie, koja se, na Jamesov veliki užas, zauvijek riješila Victreebela šutnuvši ga u zrak. U isto vrijeme, Jamesov prvi Victreebel pokušao je progutati prodavača Magikarpa, pa ga se i ovaj riješio na isti način. Dva Victreebela naletjela su jedan na drugog u zraku, pala na tlo, zaljubila se na prvi pogled i napustila Jamesa zauvijek.